# Folclore romagnolo

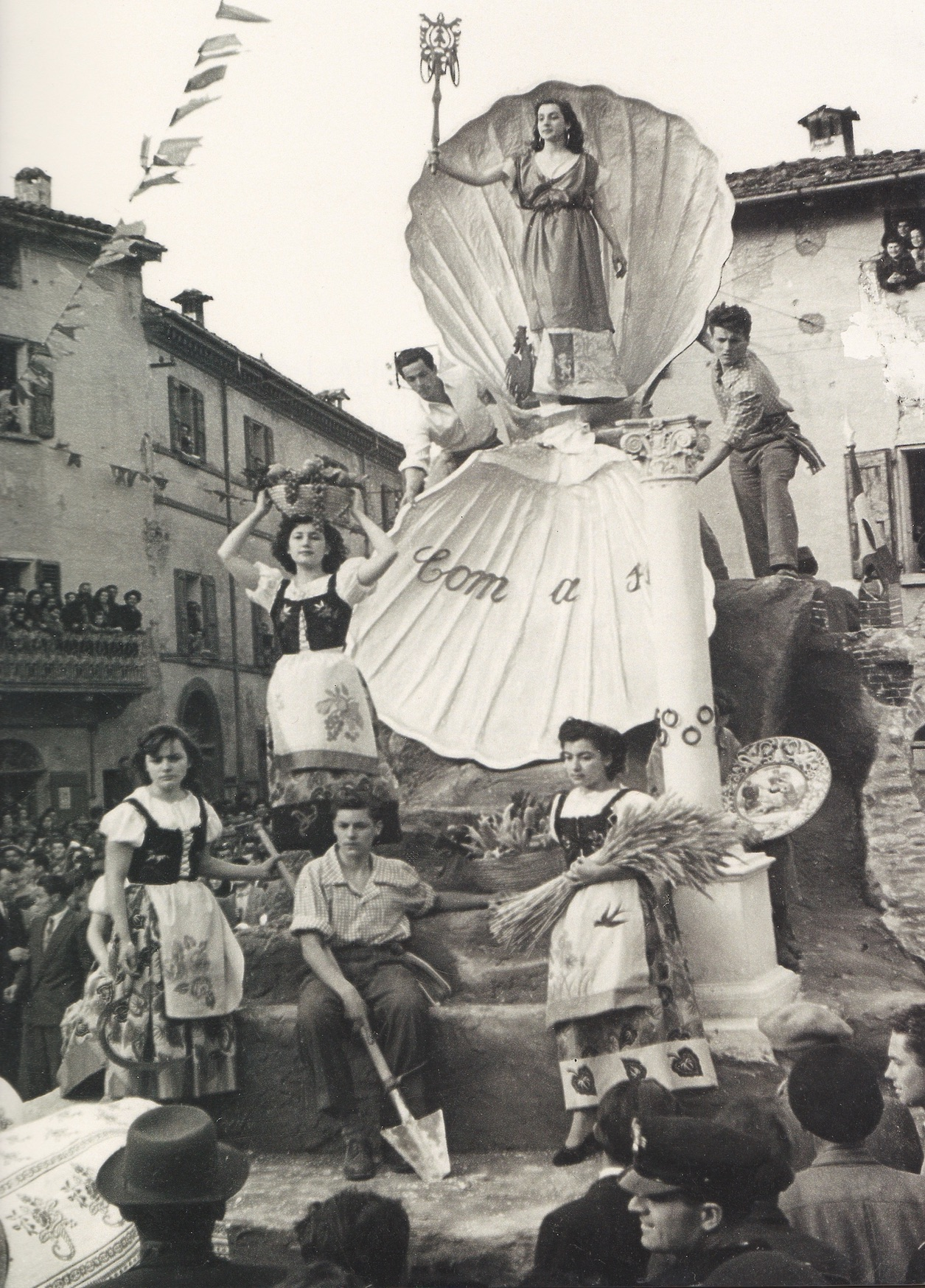
Rumâgna, carro allegorico in mostra alla «Festa di Mezza Quaresima» di Casola Valsenio nel 1952.

Il folclore romagnolo può essere definito come l'insieme delle pratiche tradizionali condivise dagli abitanti della Romagna, che sono entrate stabilmente a far parte della sua cultura materiale, orale e simbolica:
- Cultura materiale: dimore rurali, artigianato, vita agricola e marinara;
- Cultura orale: canti delle stagioni, orazioni, insieme ai gesti e alle danze che li accompagnano.
- Cultura simbolica: personaggi mitologici, santi protettori.

Il più importante trattato di indagine (e forse anche il primo per completezza in Italia) sul folclore romagnolo lo si deve al forlivese Michele Placucci, con l'opera intitolata Usi e pregiudizj de' contadini della Romagna. Operetta serio-faceta (1818). Placucci scriveva che i contadini romagnoli usavano mangiare fave "nell'anniversario dei morti" (cioè il 2 novembre), perché comunemente si riteneva che questa pianta avesse il potere di rafforzare la memoria, così che nessuno dimenticasse i propri defunti. Altra tradizione riportata dal Placucci è quella di confezionare il ripieno dei cappelletti privo di carne. Ma il trattato del Placucci non è il più antico: nel 1778 il sacerdote riminese Giovanni Antonio Battarra pubblicò a Roma un'opera denominata Pratica agraria, in cui indagava sugli usi, le credenze e le tradizioni dei contadini romagnoli.
Parliamo quindi di una società del passato, in cui la maggior parte della popolazione non era alfabetizzata e svolgeva un'attività agricola di sussistenza.

Oggi, in Romagna, il folclore viene mantenuto vivo da benemerite associazioni culturali: alcune raccolgono e catalogano le cante romagnole, altre fanno rivivere la magia della spanocchiata e della sfujareja; altre ancora organizzano vere e proprie sagre che durano dai due ai sette giorni. Tali manifestazioni non sono da confondere con le "Feste medievali" e simili, che sono invece una moda del nostro tempo.

## Cultura materiale

### L'abitazione rurale
Esistevano in Romagna vari tipi di abitazione rurale: le famiglie poverissime abitavano in capanne, costruite con i sassi prelevati dal letto di un fiume, con arbusti e con la terra impastata di paglia intrisa di sterco bovino. Le famiglie di modesta condizione vivevano, insieme ai propri animali, in piccole case di un piano.

I contadini meno poveri abitavano invece in case costruite in muratura. Appena si oltrepassava la porta (l'oss) si apriva la câmbra d'ca (stanza della casa) o câmbra de' fugh (stanza del fuoco), ovvero la stanza della casa dove si svolgevano tutte le attività quotidiane. Vi erano la tavola, attorno alla quale si sedeva la famiglia per mangiare, e l'unico camino di casa (e' camen). Il tipico camino romagnolo è ampio ed è alzato di qualche mattone rispetto al piano del pavimento. Il ripiano del camino è detto arola o irola.

Sempre al piano terra vi erano la stalla e la cantina. Anche queste due stanze avevano una porta d'ingresso.
Al piano superiore vi erano le camere per dormire. Sotto il tetto c'era il solaio, dove si custodivano i cereali immagazzinati per alimentare la famiglia per un anno intero.

Le vecchie case della campagna romagnola erano senza servizi. I bisogni si espletavano in un cabinotto situato all'esterno dell'abitazione chiamato, nella Romagna centrale, lucómud/locómed (da locus ad còmmoda, luogo per i propri “comodi”).

### Il pozzo contadino
Nel cortile delle abitazioni dei contadini romagnoli c'era sempre un pozzo. Il pozzo veniva eretto a ridosso della casa o vicino alla carraia. Attorno al pozzo si ristoravano i contadini impegnati nei lavori sull'aia. Un secchio d'acqua era sempre disponibile per i viandanti; ognuno poteva dissetarsi e riposarsi prima di riprendere il cammino.

In famiglia, si attingeva (u s' pischéva) l'acqua del pozzo per i molteplici usi quotidiani: principalmente per abbeverare il bestiame, pulire la stalla, irrigare l'orto, lavare gli indumenti del lavoro e fare il bucato. Per ultimo venivano la cucina (scaldare l'acqua) e l'igiene personale, dove si faceva sempre molta economia.

Nella stagione estiva il pozzo veniva usato come "frigorifero".
Al suo interno (camísa) venivano calati dei pentolini con dentro gli avanzi dei pasti del giorno prima e poi si conservavano le vivande fresche in occasione dei pranzi domenicali.
Come il focolare domestico era considerato fonte di sacralità, al pozzo venivano attribuite facoltà profetiche, tanto che gli uomini si accostavano sull'orlo (in s'l'urèl) per scrutare il fondo e indovinare gli eventi futuri, lieti o infausti. Secondo le credenze popolari, vicino al pozzo ci si liberava anche dalla iettatura e dal malocchio.
Un rito molto frequente era effettuato sui bambini deperiti. Per cacciare i foruncoli che comparivano sulle palpebre dei loro occhi, un adulto faceva le corna con le dita rivolte verso il foruncolo e ripeteva per tre volte la formula liberatoria: Lazaròl [orzaiolo] futù! Torna indrì d'in dov t'sì vnù!

### La caveja e il galletto
Caveja e galletto sono i simboli per eccellenza della Romagna.

La caveja trae la sua origine, come tutti i simboli della tradizione popolare, dalla vita agricola: si tratta di un'asta in metallo che fissa il giogo dei buoi al timone dell'aratro. Decorata, è fornita in testa di alcuni anelli, in un numero variabile da due a sei.

Svolgeva la funzione di perno: serviva a bloccare il giogo, trainato dai buoi, al timone dell'aratro o del carro, per evitare che, in caso di rallentamento o di arresto improvviso, il timone slittasse e colpisse gli animali. In testa alla caveja appariva lo stemma della famiglia del padrone del podere (sid in romagnolo). Altri elementi decorativi erano quelli del gallo, della mezzaluna, del Sole, dell'aquila e alcuni simboli cristiani, tra cui la croce e la colomba.
E' gal (il gallo), da sempre simbolo di virilità e sangue e rappresentato a livello iconografico alla stregua della caveja e del Passatore, ha nei suoi tratti somatici e nei colori del piumaggio un estratto di fierezza ed armonia tipici della terra romagnola. Per il popolo era anche segno di fertilità, in ciò rappresentando la sopravvivenza di antichi culti e superstizioni.

### Il plaustro
Elemento caratteristico dell'artigianato popolare, il plaustro (dal latino plaustrum, in romagnolo e' car) era l'attrezzo più bello e più importante del mondo contadino romagnolo.
Carro agricolo a quattro ruote con timone, il plaustro si distingue dal biroccio, che è il carro a due ruote con timone. Era utilizzato come mezzo di trasporto delle cose pesanti e ingombranti, ad esempio il trasporto dell'uva dalle vigne alla cantina. 
Spesso veniva decorato con pitture a fiorami o ad arabeschi. Il plaustro unisce molti elementi simbolici. Innanzitutto, in Romagna la tradizione vuole che sia dipinto a mano. I carri dai colori sgargianti erano il vanto della casa contadina. Generalmente il carro romagnolo era verde con le ruote dipinte di rosso.
Nella parte posteriore, il carro recava l'immagine di San Giorgio a cavallo che trafigge con la lancia il drago, simbolo della lotta contro ogni paganesimo (faceva eccezione solo Forlì, dove il plaustro portava l'icona della Madonna del fuoco, protettrice della città). Nei carri più antichi la trave centrale che collega le ruote posteriori alla volticella portava scolpita l'immagine di una colomba (simbolo dello Spirito Santo), più avanti sostituita con la figura di un gallo, simbolo, secondo l'iconologia cristiana, di vigilanza, annunzio del Regno di Dio. 
Nelle occasioni speciali (cerimonie nuziali e religiose), il plaustro veniva riccamente adornato con fregi (croce, caveja, i già citati gallo e drago - quest'ultimo sempre in riferimento a San Giorgio) ed era trainato da buoi col pelo bianco e dalle corna infiocchettate di rosso (perché allontanavano il malocchio). La più celebre pittrice di plaustri romagnoli è stata Maddalena Venturi (Granarolo Faentino, 1860-1935). Nel 1911 Giovanni Pascoli suggerì all'amico Aldo Spallicci d'intitolare «Il Plaustro» la rivista culturale che il medico forlivese voleva lanciare con l'obiettivo di rivalutare il patrimonio artistico e culturale della Romagna. La rivista visse fino al 1914 e fu continuata dalla celebre «La Piê». Il pittore Tommaso Della Volpe dedicò una copertina della Piê al plaustro (primavera del 1925).

### Gli sciucarèn
Gli sciucarèn (pronuncia: s-ciucarèn), "schioccatori" (o cioccarini) di fruste, sono un'antica e tipica tradizione romagnola.

L'origine degli sciucarè è, naturalmente, contadina. Quando si arava il campo, una persona aveva la mansione di schioccare la frusta in aria (come per dare un colpo "a salve") per intimidire i buoi che non stavano andando al ritmo giusto. Se le bestie non avessero tenuto il ritmo, la prossima schioccata non sarebbe stata lanciata in aria, ma avrebbe colpito le terga degli animali. In dialetto, il punto terminale della frusta è chiamato stciuchèn, mentre il manico è chiamato parpignan. Nella tradizione romagnola, i buoi aratori venivano sempre chiamati Rò (il bue aggiogato a destra) e Bunì (o Gi, o Bi) è il bue di sinistra che cammina sul solco. 

Con l'avvento dei trattori il ruolo dello schioccatore è andato presto esaurendosi. Ma la fervida fantasia dei romagnoli ha trovato il modo di recuperare questa antica tradizione. Oggi gli sciucarèn sono parte integrante delle esibizioni delle scuole di ballo liscio. Salgono, infatti, sui palchi delle sagre schioccando le fruste a tempo di musica. Dal 1963, infine, si assegna a Brisighella la celebre “Frusta d'oro”, il premio al miglior sciucarèn. I concorrenti si sfidano tra di loro in una sorta di torneo. Il titolo di campione d'Italia di Frusta romagnola è assegnato dalla Federazione Italiana Danza Sportiva (Federdanza).

## Calendario e vita sociale

### Calendario e alimentazione
I piatti tipici romagnoli assumono un particolare significato se collegati alle festività del calendario. Per esempio, i cappelletti si mangiavano a Natale perché tale minestra ripiena aveva attinenza con la fertilità e la gravidanza. I passatelli, abbondantemente impastati d'uovo, erano di rito per Pasqua perché l'uovo è simbolo di rigenerazione e di rinascita.

### Religione popolare e lavoro
La stagione del lavoro con le bestie cominciava tradizionalmente per Santa Caterina da Siena (30 aprile) e terminava con un'altra Santa Caterina (25 novembre): quel giorno venivano riposte nella stalla per l'inverno.
Per quanto riguarda invece la stagione agricola, i contratti di mezzadria duravano da fine marzo a fine settembre. Il giorno tradizionale della scadenza dei contratti di mezzadria era il 29 settembre, ricorrenza di San Michele Arcangelo, l'angelo protettore di pastori e greggi. Nel corso del XX secolo, questa data fu sostituita dalla festa di Ognissanti (1º novembre).
Anche i tempi di produzione del vino erano connessi al lunario. Dopo essere stato messo nelle botti, il vino veniva pressato a dovere e segnato da una croce propiziatoria il giorno di San Martino (11 novembre).
I produttori di formaggio di fossa sapevano bene che il giorno in cui estrarre le forme dalle cave era il 25 novembre, festa di Santa Caterina. Quello stesso giorno i contadini riconducevano le bestie nella stalla: iniziava l'inverno.

Nel pieno del freddo invernale cadeva il giorno in cui cominciava l'annata agricola: la ricorrenza di Sant'Antonio abate (17 gennaio). Sant'Antonio era raffigurato sempre in compagnia del maiale, elemento che lo associava al mondo animale. Inoltre portava una lunga barba bianca. Questo elemento lo associava alle anime dei morti. Il contadino era molto rispettoso delle anime dei defunti. Le onorava, ma temeva anche la loro potenza soprannaturale. Una delle paure dei contadini era che i defunti permanessero nella casa e imponessero la loro presenza ai viventi. Secondo l'immaginario popolare, l'azione della filatura, con il suo movimento circolare che rappresenta simbolicamente l'avvio della vita, poteva attrarre le anime dei morti, che si potevano "rifugiare" o "impigliare" nella matassa. Per questo motivo, nei giorni di lutto veniva osservato il divieto di filare. Il divieto era esteso ad altri momenti dell'anno: il giorno di Sant'Antonio (la sua lunga barba bianca veniva associata alla filatura), il periodo da Natale all'Epifania, l'ultimo giorno di Carnevale e le sere del sabato.
Quando in Romagna i poveri erano veramente poveri, le famiglie bisognose mandavano i propri figli a lavorare presso la casa di un contadino come manovale tuttofare, "garzone". I contratti dei garzoni erano annuali. L'accordo veniva concluso oralmente tra due capifamiglia: quello del fanciullo (che poteva avere 8-9 anni) e quello della famiglia che lo prendeva in consegna. In quelle stesse famiglie le fanciulle potevano essere mandate a lavorare come servette. Per tradizione, il giorno scelto per la partenza dei ragazzini era il 25 marzo, l'Annunciazione di Maria. Quel giorno, infatti, prendeva il nome di Madòna d'j garzòn. Si faceva una grande festa cui partecipavano tutti i fanciulli. I garzoni che erano tornati a casa il giorno prima spiegavano ai nuovi quale vita li aspettava a partire dal giorno dopo, il 26 marzo, giorno della partenza. Passate le Feste di S. Pietro, a giugno, i piccoli braccianti non potevano più essere licenziati (ma i lavoratori avevano anche degli obblighi: se si accettava un lavoro nei campi a marzo, dopo le Feste di S. Pietro non si poteva più abbandonare il fondo). La vita del garzone era molto modesta: egli infatti non aveva una propria stanza dove riposare e si adattava a dormire coi buoi nella stalla.

### Il tempo e le opere nei campi

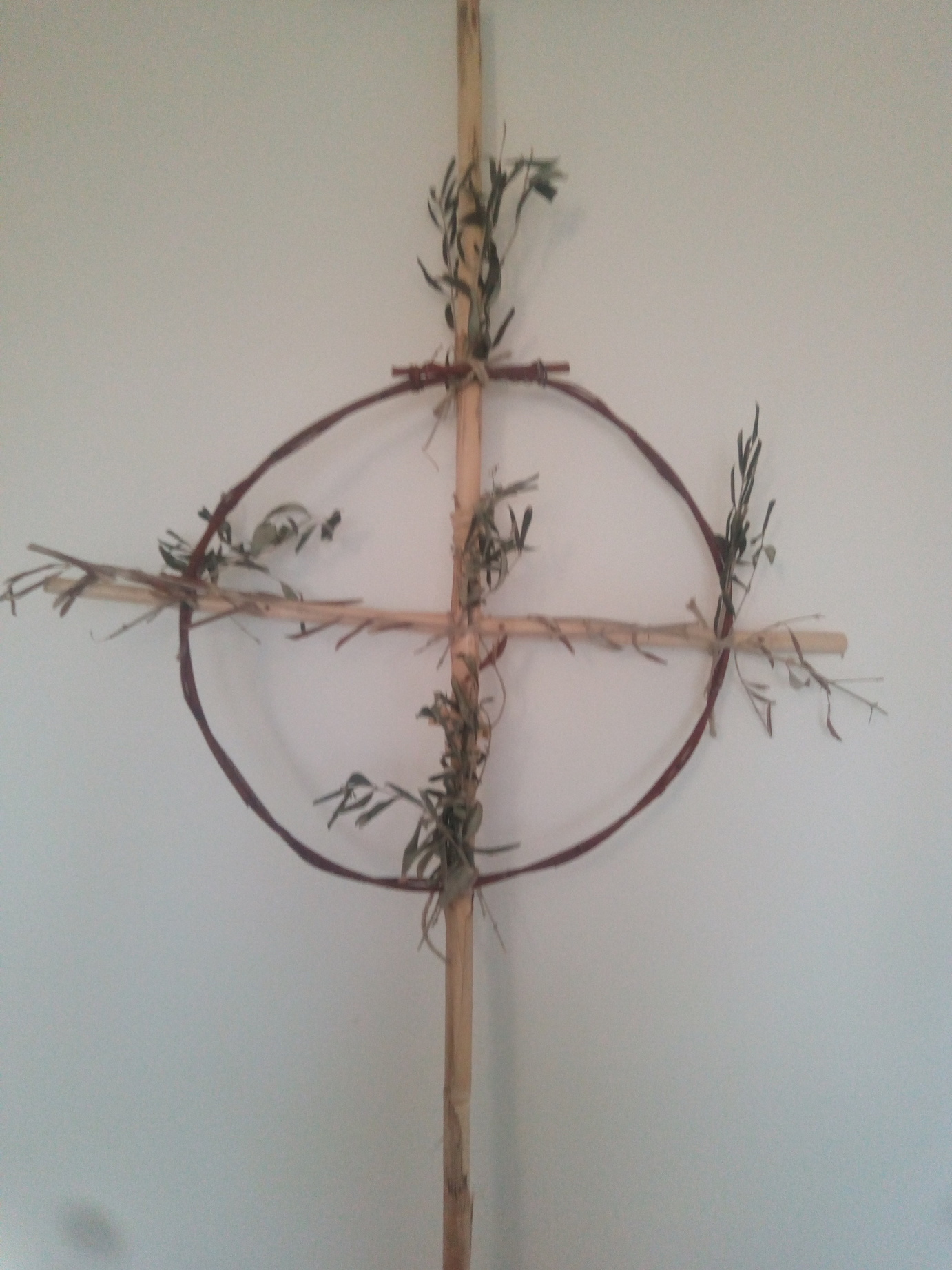
Una croce propiziatoria.

I momenti principali dell'anno erano scanditi da usanze molto sentite dal popolo.
- febbraio: il 2 febbraio è il giorno della Candlóra (Candelora). Si scruta il cielo per riconoscere i segni che indicano come sarà il tempo in primavera. Il proverbio dice: Madòna Candlóra, che neva o che pióva, da l'invéran a sem fòra; e se sta e' sulatël, un gni è incora un msarël (Madonna Candelora, che nevichi o che piova, dall'inverno siamo fuori, se c'è anche un pallido sole, l'inverno durerà ancora un mese). La Candlóra è associata alla festa della Purificazione di Maria. In chiesa si benedicono le candele, che vengono distribuite alle famiglie;
- Gli ultimi tre giorni di febbraio e i primi tre di marzo si fa Lòm a mêrz ("le luci" a marzo) con l'accensione di grandi fuochi "sopra vento" (al fugarèn) per propiziarsi quel mese, caratterizzato da un tempo molto incerto. Le gemme precocemente spuntate nel terreno, infatti, rischiano di essere uccise dal gelo. Durante la stagione fredda i contadini hanno accatastato in un ampio sterrato gli sterpi, i rami secchi e i resti delle potature. L'ultimo giorno di febbraio si elevano alti fuochi con il materiale bruciato. Si cerca fare "luce" al mese di marzo affinché veda la strada per sconfiggere il gelo e salvare il futuro raccolto. Un tempo si faceva a gara a chi produceva il falò più alto di tutti[12]. Per paura della canucèra ("conocchiaia"), durante questo periodo di sei giorni non si potavano le viti né si facevano altri lavori campestri[13]. La canucèra era una vecchia filatrice preposta a troncare il filo della vita. Un'altra usanza propria del mese di marzo era la fugaràza o i «Fuochi di San Giuseppe». Questi falò illuminavano le notti tra il 18 e il 19 marzo, in coincidenza con la data dell'equinozio del calendario giuliano. Anche questa celebrazione aveva intenti purificatori e propiziatori.
- marzo: a fine mese, attorno al 25 marzo (La Madòna d'j garzòn) arrivava il momento della semina della canapa (Arundo phragmites).
- maggio: Sânta Cròs (croci propiziatorie). Un mese dopo la Pasqua i contadini ricordavano la solennità della Santa Croce[14]. La mattina del 3 maggio confezionavano, a digiuno, sottili croci di canna. Dopo avervi legato un ramoscello d'ulivo (benedetto la Domenica delle Palme), piantavano le croci in mezzo al campo per proteggere il raccolto, già sulla via della maturazione, dalle intemperie. Il 3 maggio era ritenuto adatto anche per la tosatura delle pecore. Lo testimoniano alcuni detti popolari della Bassa: Par Sènta Crosa pígra tosa (Per Santa Croce pecora tosata) e Par Sènta Crosa ciàpa al tusur e tosa (Per Santa Croce prendi le forbici e tosa);

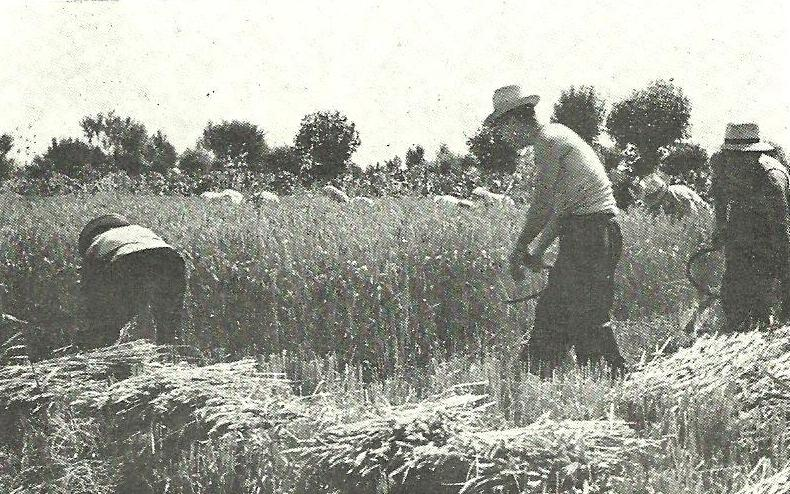
Contadini al lavoro: mietitura tradizionale all'inizio del Novecento.

- Con l'inoltrarsi della bella stagione andavano a maturare le coltivazioni. I contadini erano impegnati nei seguenti lavori:
  - grano: mietitura e trebbiatura (batdùra), che iniziava il 24 giugno (San Giovanni Battista)[15];
  - granoturco: raccolta e sfogliatura delle pannocchie (sfujareja o spanucèda);
  - vite: vendemmia.
- agosto: avveniva taglio delle canne di canapa. La battitura terminava per il giorno di San Lorenzo (10 agosto). Spesso il lavoro era accompagnato da canti popolari, appresi e tramandati oralmente. Finito il lavoro, la sera si faceva festa.
- settembre: atto finale della raccolta del granoturco (e' furmintò) era la sfujareja (spannocchiatura). Trattandosi di un lavoro che richiedeva una grande quantità di mano d'opera, vi era l'abitudine che ogni famiglia venisse aiutata dalle famiglie dei poderi vicini. Gli adulti ripulivano la parte dell'aia interessata al lavoro, poi realizzavano i sedili (di legno) su cui si sarebbero seduti gli spannocchiatori; infine approntavano il carretto (e' baròz) che avrebbe trasportato le pannocchie presso ciascuna famiglia. La spannocchiatura cominciava verso sera. Ciascuno prendeva dal cumulo una pannocchia e toglieva le foglie; poi si girava indietro e la poneva in una cesta. Le foglie venivano gettate in un mucchio a parte. I giovanotti avevano il compito di far sì che tutto procedesse con ordine: controllavano che le pannocchie fossero sempre alla portata e venivano a svuotare le ceste (in quei frangenti riuscivano ad avvicinare le ragazze ed a scambiare qualche parola). La serata si concludeva in allegria con canti e balli, al suono dell'organino, mangiando ciambella (brazadèl) e bevendo vino. I balli avevano nomi oggi dimenticati: saltarel, munfrena,  trascon, furlâna. La sfujareja è la festa più caratteristica della campagna romagnola.
- autunno: avveniva la lavorazione della canapa. La fase più importante era la gramolatura. Il nome deriva dall'attrezzo, la gramola per macinare le pannocchie, che veniva azionato a mano. La gramolatura era anche l'evento socialmente più atteso poiché, per tradizione, gli adulti lasciavano questa incombenza ai ragazzi, i quali ne approfittavano per parlare fra di loro e conoscersi. Nascevano anche nuovi amori. La gramolatura andava avanti fino a tarda notte. L'occasione era propizia anche per le proposte di matrimonio. L'espressione T'a m' dé un sciaf ch'a t' dagh un bés è associata a questi momenti, quando un giovane, entusiasta di stare vicino alla propria amata, scambiava il 'no' (schiaffo) per il tanto atteso 'sì'. Le donne di casa eseguivano la cardatura e la filatura durante l'inverno.
- novembre: Sân Martén (San Martino). L'11 novembre, ricorrenza del santo, è il giorno che chiudeva l'annata agricola. La data rappresentava infatti lo spartiacque tra due annate agrarie successive, segnando la fine dell'una e l'inizio dell'altra. Si celebravano feste di ringraziamento a Dio per i doni della terra[16]. Sân Martén, oltre a segnare la fine dei contratti agricoli, rappresentava anche l'inizio del ciclo invernale con la svinatura del vino nuovo, la raccolta delle castagne e la macellazione del maiale nelle aie (sempre d'inverno per agevolare la conservazione delle carni). San Martino portava anche l'appellativo di Sân Martén d'j Bec (San Martino dei becchi, cioè dei mariti traditi)[17]. A Santarcangelo di Romagna si celebra tuttora la Fiera dei Becchi, famosa in tutta la Romagna. Un tempo l'11 novembre era riconosciuto giorno festivo anche dallo Stato.

Attorno al fuoco si compivano i seguenti riti: il capofamiglia (arzdor) frugava nella brace con una paletta per liberare le scintille dalle quali si traevano auspici. A questo rito deve aver presenziato anche Dante Alighieri, che lo ricorda, giudicandolo però severamente, nel XVIII Canto del Paradiso:

100 Poi, come nel percuoter d'i ciocchi arsi

101 surgono innumerabili faville,

102 onde li stolti sogliono augurarsi.
- A Natale si accendeva in tutte le case un grosso ceppo (e' zöch d'Nadêl) di tronco d'albero e lo si lasciava bruciare accanto al focolare. La sera della vigilia, con i carboni del ciocco si "segnavano" le parti del corpo ammalate al fine di ottenere la guarigione e si spargevano nei campi attorno alle piante che non avevano fruttificato[18]. Il ceppo acceso accompagnava la famiglia lungo il cruciale passaggio dall'anno vecchio all'anno nuovo, fino al giorno dell'Epifania. La sera del 5 gennaio le tavole venivano imbandite per la cena lauta dell'Epifania, che era di buon augurio per l'anno appena iniziato. Alla cena seguiva la veglia. La veglia non si svolgeva a stomaco vuoto, ma era interrotta da un pasto. Si mangiava una piadina dolce, ricca di conserva di frutta. Un'usanza di questo pasto notturno era la vintura (ventura, sorte). Dentro la piadina l'arzdora aveva messo una monetina (era questa la vintura). Poi la piadina era tagliata a fette e mangiata dai familiari. Chi si ritrovava tra i denti la vintura, era il “lovo”, il goloso della famiglia. Costui conservava gelosamente la monetina, perché aveva il potere di un talismano[19]. Nella notte tra il 5 e il 6 gennaio gruppi di suonatori e cantori itineranti, detti «Pasquaroli» o «Pasqualotti», che impersonificavano le anime dei defunti, percorrevano le vie del paese salutando i presenti e portando il buon auspicio nelle case. Ricevevano in cambio offerte di cibo, vino e denaro, che reimpiegavano per organizzare festeggiamenti durante l’anno.
- Dicembre - inizio febbraio. In questo periodo avveniva nelle case romagnole la macellazione del maiale (pcareja nella Romagna occidentale)[20]. Per tradizione si effettuava sempre e solo con la luna calante. Era un avvenimento importante per la famiglia contadina, tanto è vero che non si diceva "ammazzare il maiale", ma "fê' la fësta a e' pörc". Dalla macellazione del maiale traeva giovamento tutta la comunità: sia il possidente, sia il contadino, ma anche i poveri che raccoglievano gli avanzi[7]. Il maiale in Romagna fino ai primi anni 1950 era esclusivamente moro, in tre colorazioni diverse: rossiccio fulvo a Faenza, scuro a Forlì (da cui deriva la Mora Romagnola) e rossastro nel Riminese. Nel decennio successivo si iniziò ad importare maiali rosa, che hanno soppiantato la razza autoctona[21];

### E' Lunêri di Smémbar
Il calendario più famoso di Romagna nasce nella notte di San Silvestro del 1844 dall'idea di un gruppo di amici, tra cui il pittore Romolo Liverani e l'incisore Achille Calzi, riuniti in una famosa osteria di Faenza, l'Ustarèja dla Marianàza. Da allora, viene pubblicato ininterrottamente ogni anno. Esce tradizionalmente l'11 novembre, giorno di San Martino. In italiano si può tradurre con "lunario dei pezzenti" o "dei beoni": sono le persone semplici che, di fronte a un bicchiere di buon vino, dimenticano (smèmbar) i problemi e sorridono alla vita.

### Il trebbo
Durante la stagione autunnale e invernale, caratterizzata da serate lunghe e fredde, era consuetudine per le famiglie contadine trovarsi a casa dell'uno o dell'altro per trascorrere la serata insieme. Ci si riuniva nella cucina, l'unica stanza provvista di camino; sotto il camino ardeva un ceppo (zoch) di legna. In molte case, però, si stava bene solo di fronte al camino: man mano che ci si allontanava si sentiva freddo. L'unico rimedio, allora, era trasferirsi nella stalla. In essa l'alito delle mucche garantiva una temperatura uniforme - e a costo zero. La stalla è stata, per secoli, luogo d'incontro e di dialogo tra le famiglie contadine. Cominciata la veglia, ciascun membro della famiglia si dedicava alla propria attività: le donne filavano (al mulinello oppure con il fuso e la rocca) chiacchierando sottovoce; gli uomini giocavano a carte, in compagnia di un fiasco di vino, o parlavano tra loro per organizzare il lavoro dell'indomani; i bambini giocavano, oppure ascoltavano le storie dei nonni, che spiegavano com'è il mondo attraverso il racconto. I bambini rimanevano finché non arrivava pirò, il sonno. 

Dopo che i bambini erano andati a letto cominciava la seconda parte della serata. Uomini e donne si radunavano attorno alla tavola ed iniziavano a raccontare fatti, vecchi e nuovi. Alcune volte il capofamiglia invitava un fulèsta (pl. fulèstar), ovvero un cantastorie (vedi Infra). In questo caso il cantastorie era il vero protagonista del trebbo ed i presenti rimanevano tutti all'ascolto delle immaginifiche storie da lui raccontate. Quando il padrone di casa andava verso il camino e raddrizzava e' zoch (cioè lo toglieva dal camino) era segno che la serata era finita. In maniera molto informale, poteva scapparci la battuta: Andem a lët ché i triparul j s' vò andèr a ca'! (Andiamo a dormire, che i trebbaioli vogliono andare a casa!).

### Giochi di carte
- Re di denari = Re bël
- I cavalli = La cavalarèja
- Fante di denari = bèla Diléna (bella Adelina)
- Fante di bastoni = Fânt dla bona nóva
- Fante di spade = E' sčiodapepp (lo schioda pippe)
- Fante di coppe = E' göb d'Slarôl (il gobbo di Solarolo)
- Sette di denari = Sët bël
- Tre di bastoni = "La fassëna" (la fascina)
- Due di spade = La minighëla
- Due di denari = J oćć d'la brëca (gli occhi della somara) o J oćć d'la zvetta (gli occhi della civetta)
- Due di bastoni = Al cosc ed Marieta
- Asso di coppe = La pignata (o la pivirola)
- Asso di denari = L'óv frët
- Asso di spade = L'anzulì
- Asso di bastoni = E' sugamân

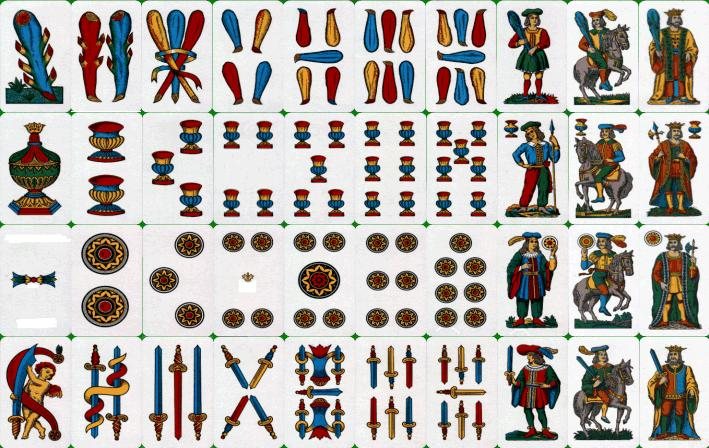
Mazzo di carte romagnole

In Romagna esiste una lunga tradizione nei giochi di carte. Le carte romagnole raffigurano personaggi a figura intera, in stile spagnolo, sono in totale 40 e misurano 58×88 mm.
Maraffone
Il nome è la traduzione italiana della parola dialettale marafòn. Il gioco è nato in un'area compresa tra Faenza e Cesena, poi si è diffuso in tutta la Romagna. Nel ravennate e nel faentino prende il nome di beccaccino, o tri sèt cun e' taj ("tressette col taglio").

Il gioco si svolge in quattro, con un mazzo di carte regionali, ovvero romagnole (come nella figura a fianco). Non si gioca da soli, ma in due: Nord-Sud contro Ovest-Est. Si tengono dieci carte in mano. L'andamento del gioco è antiorario.

Si scarta una carta alla volta, quindi una partita di maraffone è composta da 10 "mani". La partita non si svolge nel silenzio: i giocatori accompagnano le calate più importanti con esclamazioni, come Böss (Busso = voglio la carta migliore), Strèss (striscio = ne ho ancora), Vòl (volo = non ne ho più). Anche la briscola giocata per tagliare una presa va chiamata ad alta voce: - brèscla! - Si realizza una maraffa quando si dispone di asso, due e tre dello stesso seme. Dove il gioco prende il nome di beccaccino la maraffa è invece chiamata crèca ("cricca", in italiano).

Il maraffone accompagna da sempre le serate passate in osteria. Nato come gioco popolare, è considerato oggi il gioco nazionale di Romagna.

Fino a pochi anni fa il maraffone era un gioco tipicamente maschile, oggi lo praticano anche le donne.

## Cultura orale

### Blasone popolare
Il blasone popolare romagnolo è ricco di motti ed espressioni di scherno. I temi più frequenti sono la rivalità tra città e campagna e tra due città vicine. Gli argomenti preferiti sono le caratteristiche degli abitanti. Si prendono in giro mestieri, produzioni, abitudini, veri o presunti che siano.

Gli imolesi erano soliti descrivere gli abitanti della vallata del Santerno con queste parole:
La bânda ed Mazzancol,

i màzadur d'Casël,

i ledar ed Tussgnân,

i 'bariagôn de' Borgh,

i superbiôn d'Funtâna,

e' bël möd de' Casôn,

ch'j vö di bchìr, vega a Sassiôn,

l'abilitê d'Pianchêldla,

e' pont d'Castël de' Rì,

la mùsica d'Palazol,

i tracagnott ed Chêsla

… e j sganasôn de' Riöl.»
(Caratteristiche di dodici paesi della montagna romagnola: La banda di Mezzocolle / i macellai di Casalfiumanese / i ladri di Tossignano / gli ubriaconi di Borgo [Tossignano]/ i superbi di Fontanelice / le belle maniere dei Casoni [di Romagna] / chi vuole dei beccai, vada a Sassoleone / l'abilità di Piancaldoli / il ponte di Castel del Rio / la musica di Palazzuolo [sul Senio] / i tracagnotti di Casola [Valsenio] / … e i papponi di Riolo [Terme].)
Mentre i dodici paesi della Bassa Romagna venivano celebrati così:
i cunt 'd Bagnacavàl,

i bucalùn 'd Lug,

al miseri 'd Sant'Êgta,

al cambiel dla Mása,

i ranòcc 'd Cusëls,

i lédar de Sest,

i caruzun 'd Murdan,

al busei 'd Bagnêra,

i suifan 'd Slarol,

al mura 'd Garnarol,

e' campanon 'd Cudgnola

a gl' è al dodg rarité

dla bàsa Rumagnola.»
(I marchesi di Fusignano [Calcagnini], i conti di Bagnacavallo, i chiacchieroni di Lugo, le miserie di Sant'Agata, le cambiali di Massa [Lombarda], i ranocchi di Conselice, i ladri di Sesto [Imolese], i carri di Mordano, gli zolfanelli di Solarolo, le mura di Granarolo, il campanone di Cotignola, sono le dodici rarità della bassa Romagna.)
Anche la storica rivalità tra Forlì e Ravenna può essere espressa in rima:
quand i ranocc j avrà mess la pena»
(Forlì sarà sottomessa a Ravenna quando i ranocchi avranno le penne)
Questo blasone riunisce le sette principali città romagnole:

Cisêna par cantê

Furlè par balê

Ravèna par magnê

Lug par imbrujê

Fẽza par lavurê

Jômla par ciavê»
(Rimini per navigare, Cesena per cantare, Forlì per ballare, Ravenna per mangiare, Lugo per imbrogliare [al mercato in piazza il mercoledì], Faenza per lavorare, Imola per fare sesso [nei bordelli della città])

### Il Fulér (o Fulèsta)
Esisteva in ogni villaggio un narratore di fiabe popolari. I più bravi erano molto considerati e la loro popolarità andava oltre i confini del paese. Percorrevano la Romagna sostando nei trebbi (nella casa di un contadino) e raccontavano le loro storie davanti a un pubblico appassionato. Spesso i personaggi raccontati nelle fóle (fiabe) erano contadini che vivevano avventure in paesi lontani e conoscevano la ricchezza, per poi ripiombare nella miseria, fino all'intervento magico risolutore. Le favole non avevano solo la funzione di impressionare e intrattenere, ma anche di proiettare i desideri, consci e inconsci, degli spettatori.

Già alla fine dell'Ottocento si iniziò un'opera di raccolta e trascrizione delle fiabe popolari. Tra i letterati che si prestarono a quest'opera di recupero della tradizione si segnalano: Aldo Spallicci, Francesco Balilla Pratella, Libero Ercolani, Gianni Quondamatteo e Giuseppe Bellosi. Tra i fulér di cui sono stati tramandati i nomi, si ricordano: Maria Babini, Emma Galanti, Concetta Gulmanelli, Paolino Tasselli, Angela Vistoli e - forse il più famoso - Pietro Camminata, detto Piròn dal fól.

### Le zirudelle
Le zirudelle sono una forma di canzoni miste a filastrocche che hanno costituito un vero e proprio genere espressivo. Il vigore e la salacità di certi modi dire, a volte sin troppo schietti per un orecchio suscettibile, fanno comunque del dialetto una componente fondamentale di quel carattere gioviale e aperto che è la caratteristica riconosciuta della "romagnolità". Tra i più noti zirudellai romagnoli vanno citati (in ordine alfabetico): Luigi Benelli (1865-1939), Giovanni Montalti (Bruchin) e Giustiniano Villa.

### Orazioni e cante
Le orazioni (agli urazion) sono in Romagna i canti narrativi di argomento religioso. Raccontano: le vite dei santi, brani dei Vangeli oppure sono legate a momenti dell'anno liturgico, come Ascensione, Natale, o settimana santa.
La Romagna contadina ha anche una ricca tradizione di "cante" e "stornelli", che da secoli si sono tramandati oralmente di padre in figlio. Mentre gli "stornelli" (in romagnolo al sturnèli è al femminile) potevano essere cantati da una singola persona, le "cante" erano a più voci. Venivano eseguite, per esempio, a fine trebbiatura, quando tutti si radunavano nell'aia. Un'altra tradizione legata all'attività agricola erano le "maggiolate", l'intonazione di canti propiziatori che si eseguiva tra fine aprile ed inizio maggio (da cui il nome cantamaggio) come augurio per una buona annata agricola. Esistevano gruppi organizzati, forniti di fisarmonica e violino (o chitarra), che si recavano di podere in podere per "annunciare" ai contadini l'arrivo della bella stagione. La loro visita era ben gradita: in cambio ricevevano uova, dolci, vino o anche salami. Si chiamavano "maggiolatori" o "maggiaioli". Abbigliati con cappello di paglia o panno (le donne con il fazzoletto), sostavano nelle aie ad eseguire canti o poesie cantate. Aldo Spallicci narrò questa festa con la celebre poesia La majê. Il giorno della maggiolata per eccellenza era il primo maggio. Quel giorno la donna di casa faceva un intreccio di fronde di pioppo e di fiori e lo metteva alle grate delle finestre.
Le cante che sottolineano i momenti principali della vita agricola possono essere suddivise per temi, in base al contenuto: 
- al chênti a la stesa (semina);
- al chênti a la rastladura (raccolta);
- al chênti a la sfujadura (spannocchiatura).

Esistono sul territorio diverse corali che mantengono viva la tradizione musicale romagnola: esse sono tutte denominate "canterini romagnoli", dal nome della corale polifonica 'capostipite' fondata nel 1913 a Forlì da Cesare Martuzzi. All'inizio del XX secolo il suo coro, composto da appassionati provenienti da ogni ceto sociale di sesso maschile, eseguiva "cante romagnole" scritte dallo stesso Martuzzi in collaborazione con il poeta Aldo Spallicci. Nel 1922 Martuzzi e Francesco Balilla Pratella fondarono la Camerata dei Canterini Romagnoli a Lugo; nel 1927 fu la volta dei Canterini romagnoli di Imola. Negli anni tra le due guerre, con l'apporto di altri autori, tra cui Guido Bianchi (1912–1994), Igino de Biase ed Alberto Ceccarelli, cori simili vennero fondati in tutte le città della Romagna; i migliori brani del repertorio, veri capolavori, sono conosciuti anche al di là del confine regionale.
Le corali ancora oggi si esibiscono indossando gli abiti tradizionali. Così si presentano gli uomini:
- calzoni e giacchetta corta della medesima stoffa, camicia bianca, fazzoletto colorato al collo, larga fascia multicolore che avvolge il girovita, calzini rossi e scarpe di vacchetta gialla. In testa, la caratteristica "cappellina" (in romagnolo caplína è sostantivo femminile) in paglia.

Per le donne:
- larga gonna a fiori che giunge fino alla caviglia, grembiule, camicetta (spesso bianca), bustino di velluto stretto in vita, ampio scialle, calze bianche a righe rosse e una semplice calzatura.

Seguendo la tradizione inaugurata dai "Canterini romagnoli" di Imola nell'immediato dopoguerra, spesso assieme alla corale si esibisce anche un corpo di ballo liscio.

## Mitologia

### Mazapégul
Il Mazapégul è il folletto tipico della mitologia romagnola.

È un piccolo animale: sembra un gatto, uno scimmiotto o un coniglietto.

### Fate
Nei racconti popolari della Romagna un posto di rilievo è dedicato agli esseri fatati. Uno studio pubblicato nel 1927 da Nino Massaroli (Diavoli, diavolesse e diavolerie in Romagna) rappresenta quasi sempre la fata, 
(il pagliaio romagnolo s'erge sull'aia a forma conica retto da un'asta interna, sulla cui cima mettono un orinale od un pignattino per scongiurare le streghe).
Le fate romagnole dispensano protezione in particolare ai bimbi appena nati. Per ricevere la loro benevolenza occorreva svolgere vari rituali scaramantici come quello di offrire pani bianchi o rosate focacce (…) durante il loro passaggio, che in vari luoghi dell'Alpe di Romagna, avviene al vigilia dei morti, o la notte di Natale o dell'Epifania oppure recitare paròl faldédi (parole fatate) ed anche formole d'invocazione che in Romagna Toscana usavano dire a propiziarsi la fata del mattino nel mettersi in viaggio, e che vive tuttora in bocca ai fanciulli romagnoli: Turana, Turana - Rispondi a chi ti chiama - Di beltà sei regina - del cielo e della terra - di felicità e di buon cuore.
Alle fate è infine dedicato un racconto ambientato nelle colline fra Castrocaro e Faenza:
(L. de Nardis, La Piê, 1925.)

### Ségavëcia (Segavecchia)
Si teneva il giovedì di mezza Quaresima. 
La leggenda narra che quel giorno una donna, invece di fare astinenza dalla carne, mangiò un salsicciotto. Fu quindi condannata a morte e giustiziata per stregoneria. Nei tempi andati il giovedì di mezza Quaresima era dedicato alla penitenza e al digiuno. Oggi le occasioni di penitenza si sono trasformate in feste: la vëcia da sghè viene segata nella piazza del paese e dal suo ventre capiente escono giocattoli e dolci.

Alcuni antropologi hanno fornito una spiegazione che va al di là dei racconti tradizionali.
Renato Cortesi, che identifica il termine "vecchia" con l'ultimo covone mietuto, ritiene che il nome significhi, in realtà, il "rito del sacrificio dell'ultimo covone". Al termine della mietitura si eseguiva un rito per placare il risentimento della preziosa pianta, che era stata "violata". Con le ultime spighe mietute si realizzava un fantoccio, poi si eseguiva il rito: il simulacro veniva onorato, poi veniva distrutto. Il gesto fa parte degli antichi riti legati alla terra: il termine "vecchia", infatti, è attestato in antropologia come riferimento all'ultimo covone in parecchie culture, ed inoltre il verbo "mietere" diventa, in romagnolo, sghè (come, d'altro canto, il verbo "segare"); con il tempo "mietere l’ultimo covone" è diventato "segare la vecchia".
Baldini e Bellosi scrivono che la Vecchia è simbolo della Terra che, dopo il gelo dell'inverno, si riapre e si prepara a produrre i suoi frutti. Lo squarcio prodotto nel ventre della Vecchia "prelude e stimola il parto della terra, gravida dei futuri frutti e raccolti".

Le feste della Segavecchia più rinomate in Romagna sono quelle di Forlimpopoli e di Cotignola.
La "Vecchia" è anche la maschera romagnola del Carnevale.

### Piligrèna
La Piligrèna (anche Lôma o Lumèta) è il nome che si dà in Romagna ai fuochi fatui ("da poco", di apparenza ma di scarsa consistenza). Un tempo tali fenomeni erano considerati misteriosi e si credeva che fossero una manifestazione della potenza magica della terra. Secondo una credenza ancestrale, infatti, la terra è «viva» e detiene il potere di resuscitare. A tal proposito queste manifestazioni luminose venivano associate a "povere anime" che per espiare le loro colpe vagavano senza pace oppure a defunti implacati che andavano in cerca di una degna sepoltura. La Piligrèna serviva anche a spaventare i bambini per evitare che andassero a sfidare i morti al cimitero di notte. Le madri li ammonivano così: Sta 'tenti ch'la j è la piligrèna c'at ciàpa!.

### Altri esseri fantastici
Oltre a quelli testé citati esistevano: la borda (spettro, spauracchio per i bambini), e' papon (l'orco che mangia i bambini), l'om d'e' sach (l'uomo che mette nel sacco i bimbi cattivi), la mort imbariéga (macabro personaggio che impersonifica la morte). A Faenza viene soprannominata la Jacmèna ("la Giacomina") ed è identificata con un monumento funebre conservato nel Duomo..

Invece la figura bonaria e che vuole bene ai fanciulli è la Vècja.

## Musei rurali della Romagna

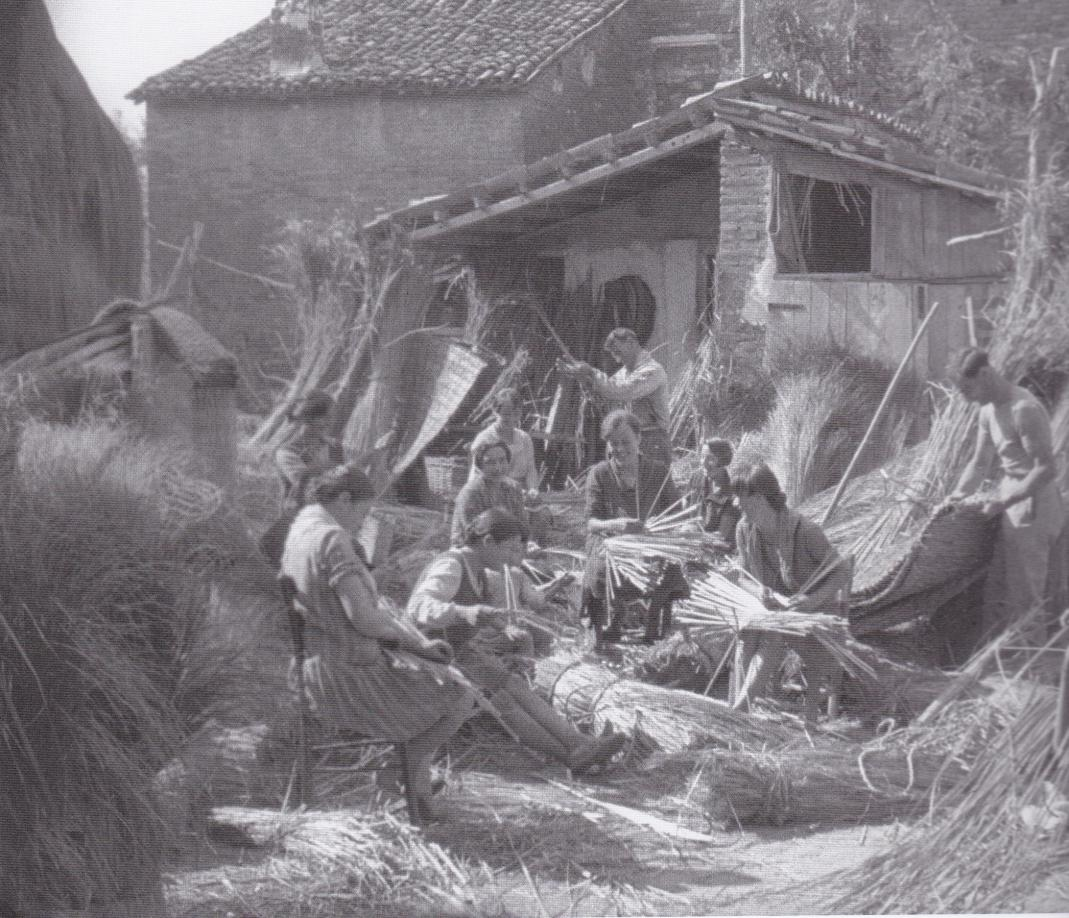
Villanova di Bagnacavallo, la lavorazione dell'erba palustre (1927-1929).

Esistono diversi musei che conservano oggetti e simboli della cultura popolare romagnola:
- Forlì: Museo etnografico romagnolo Benedetto Pergoli - Nato per iniziativa di Aldo Spallicci, Emilio Rosetti e dello stesso Benedetto Pergoli[34] all'indomani delle Esposizioni romagnole riunite del 1921, è uno dei primi musei etnografici d'Italia. Una delle parti più interessanti è la "bottega dello stampatore", dove sono raccolti gli attrezzi usati per la stampa e la decorazione dei tessuti[35].
- Santarcangelo: Museo degli usi e costumi della gente di Romagna - Inaugurato nel 1981, è stato ampliato nel 1989 e nel 2005. La prima sezione è dedicata alla vita familiare; una stanza è interamente dedicata all'attività della tessitura su telaio; un'altra all'attività artigianale: in questa sezione un'intera parete ospita una notevole collezione di caveje[36]. A Santarcangelo, in una via del centro, è possibile osservare, esposto in una vetrina, un mangano del 1633 utilizzato per la stampa su tela di decorazioni romagnole.
- Montescudo (RN): Museo etnografico di Valliano - Documenta le attività produttive e il piccolo artigianato legati al mondo rurale dell'entroterra riminese.
- Cesena: Museo di Storia dell'agricoltura, ospitato all'interno della Rocca Malatestiana, è nato grazie alla donazione alla città dell'artista Mario Bocchino nel 1974 e rappresenta nel settore una delle collezioni più ricche dell'intera regione.
- Cesenatico: Museo della marineria - È composto da: una sezione “galleggiante”, con una decina di imbarcazioni in assetto di navigazione, e una “sezione a terra”, dedicata alla marineria dell'alto e medio Adriatico.
- Villanova di Bagnacavallo: Ecomuseo della civiltà palustre. Interamente dedicato alla vita degli intagliatori di canapa (canna di valle, Arundo phragmites e canna piena, Saccharum Ravennae) della Bassa ravennate, il museo ricostruisce ambienti e stili di vita degli abitanti della regione umida che si estendeva attorno al fiume Lamone, che spagliava nelle valli.
- Savarna (frazione di Ravenna): Casa museo "Sgurì" (nome romagnolo di Romano Segurini) - Una tipica casa di campagna della bassa ravennate adattata a museo. L'edificio conserva l'arredamento tipico di ogni stanza, con gli oggetti di uso quotidiano[37].
- Massa Lombarda: Museo della frutticoltura «Adolfo Bonvicini» - Inaugurato nel 1983, raccoglie le testimonianze della civiltà agricola della Bassa Romagna tra Ottocento e Novecento.
- San Pietro in Campiano (Ravenna): Museo didattico e del territorio. Raccoglie reperti archeologici e reperti etnografici. I primi sono frutto delle ricerche effettuate dal Gruppo archeologico decimano, coordinato da ispettori della Soprintendenza Archeologica. I secondi sono donazioni spontanee degli agricoltori, che hanno consegnato i loro attrezzi in disuso (superati dai moderni mezzi meccanici). Si tratta di attrezzi agricoli di un periodo remoto, quando si facevano ancora i lavori a mano, progressivamente abbandonati a partire dagli anni 1960. Il materiale esposto è diviso in due parti: Sezione archeologica e Sezione etnografica[38][39].

## Altre raccolte
L'archivio fotografico più importante sulla cultura popolare della Romagna è certamente quello di Giovanni Zaffagnini (Fusignano, 1945). Dalla metà degli anni 1970, per vent'anni ha percorso (con Giuseppe Bellosi) tutta la regione per documentare la cultura del mondo popolare: lavori tradizionali, canti rituali, credenze ecc. L'archivio comprende circa 11.500 negativi e quasi 2000 stampe. Dal 2023 è di proprietà Comune di Cesena, che lo ha inserito nelle sue raccolte documentarie.

### Approfondimenti
Opere in volume
- Giuseppe Gaspare Bagli (scheda):
  - Saggio di novelle e fiabe in dialetto romagnolo (Bologna, 1887);
  - Contributo agli studi di bibliografia storica romagnola (Bologna, 1897)
- Carlo Piancastelli: 
  - Commento a un indovinello romagnolo, 1903[1]
  - Saggio di una bibliografia delle tradizioni popolari della Romagna, Bologna 1933.

Corpus delle tradizioni popolari romagnole:
- I. Romagna tradizionale (Bologna, Cappelli 1952, Prefazione di Aldo Spallicci, 2ª edizione 1962) – A cura di Paolo Toschi
- II. Buon sangue romagnolo (Cappelli, 1960) – Paolo Toschi e Angelo Fabi
- III. Fiabe e leggende romagnole (Cappelli, 1963) – Paolo Toschi e Angelo Fabi
- IV. La poesia popolare religiosa in Romagna (Santarcangelo, Maggioli, 1969) – Umberto Foschi
- V. I canti popolari della vecchia Romagna (Maggioli, 1974, due tomi) – Umberto Foschi
- VI. Proverbi romagnoli (Maggioli, 1980) – Umberto Foschi
- VII. La Romagna negli scritti di Aldo Spallicci (Maggioli, 1983) – Umberto Foschi

Riviste
- «La Romagna», pubblicata dal 1904 al 1928[2] (versione digitalizzata)
- «Il Plaustro», pubblicato dal 1911 al 1914;
- «La Piê», pubblicata dal 1920 al 1933 e dal 1946 al 2018.